# Intervall (Mathematik)
Als Intervall wird in der Analysis, der Ordnungstopologie und verwandten Gebieten der Mathematik eine „zusammenhängende“ Teilmenge einer total (oder linear) geordneten Trägermenge (zum Beispiel der Menge der reellen Zahlen {\displaystyle \mathbb {R} }) bezeichnet. Ein (beschränktes) Intervall besteht aus allen Elementen {\displaystyle x}, die man mit zwei begrenzenden Elementen der Trägermenge (Intervallgrenzen), der unteren Grenze {\displaystyle a} und der oberen Grenze {\displaystyle b} des Intervalls, der Größe nach vergleichen kann und die im Sinne dieses Vergleichs zwischen den Grenzen liegen. Dabei können die Grenzen des Intervalls dem Intervall angehören (abgeschlossenes Intervall, {\displaystyle a\leq x\leq b}), nicht angehören (offenes Intervall {\displaystyle a<x<b}) oder teilweise angehören (halboffenes Intervall, {\displaystyle a\leq x<b}; {\displaystyle a<x\leq b}).
Zusammenhängend bedeutet hier: Wenn zwei Objekte in der Teilmenge enthalten sind, dann sind auch alle Objekte, die (in der Trägermenge) dazwischen liegen, darin enthalten. Die wichtigsten Beispiele für Trägermengen sind die Mengen der reellen, der rationalen, der ganzen und der natürlichen Zahlen. In den genannten Fällen und allgemeiner immer dann, wenn eine Differenz zwischen zwei Elementen der Trägermenge erklärt ist, bezeichnet man die Differenz zwischen der oberen und unteren Grenze des Intervalls ({\displaystyle b-a}) als Länge des Intervalls oder kurz Intervalllänge; für diese Differenz ist auch die Bezeichnung Intervalldurchmesser geläufig. Wenn ein arithmetisches Mittel der Intervallgrenzen erklärt ist, wird dieses als Intervallmittelpunkt bezeichnet.

## Beispiele
In der Menge der natürlichen Zahlen
{\displaystyle \{5,6,7,8,9\}}
In diesem Fall einer diskreten Menge sind die Elemente des Intervalls benachbart.
In der Menge der reellen Zahlen
{\displaystyle [0,1]=\{x\in \mathbb {R} \mid 0\leq x\leq 1\}},
die Menge aller Zahlen zwischen 0 und 1, wobei die Endpunkte 0 und 1 mit eingeschlossen sind.
Triviale Beispiele von Intervallen sind die leere Menge und Mengen, die genau ein Element besitzen. Wenn man diese nicht einschließen möchte, dann spricht man von echten Intervallen.
Die Menge {\displaystyle \{5,6,7,8,9\}} kann auch als Teilmenge der Trägermenge der reellen Zahlen betrachtet werden. In diesem Fall handelt es sich nicht um ein Intervall, da die Menge zum Beispiel die zwischen 6 und 7 liegenden nichtnatürlichen Zahlen nicht enthält.
Die Trägermenge der reellen Zahlen spielt insofern eine Sonderrolle unter den genannten Trägermengen für Intervalle, als sie ordnungsvollständig ist (s. a. Dedekindscher Schnitt). Intervalle sind in diesem Fall genau die im Sinne der Topologie zusammenhängenden Teilmengen.

## Bezeichnungs- und Schreibweisen
Ein Intervall kann (beidseitig) beschränkt oder – auch einseitig – unbeschränkt sein. Es ist durch seine untere und seine obere Intervallgrenze eindeutig bestimmt, wenn zusätzlich angegeben wird, ob diese Grenzen im Intervall enthalten sind.
Es gibt zwei verschiedene häufig verwendete Intervallschreibweisen:
- Bei der häufigeren der beiden verwendet man für Grenzen, die zum Intervall gehören, eckige Klammern und runde für Grenzen, die nicht zum Intervall gehören. Die eckigen Klammern entsprechen einem schwachen Ungleichheitszeichen ≤.[1] Die runden Klammern entsprechen einem starken Ungleichheitszeichen <.[1]
- Bei der anderen Schreibweise werden statt der runden Klammern nach außen gewendete (gespiegelte) eckige verwendet. Im Folgenden werden beide Schreibweisen gezeigt und der Mengenschreibweise gegenübergestellt:

### Beschränkte Intervalle
Sei {\displaystyle a<b}. Ein beschränktes Intervall mit der unteren Grenze {\displaystyle a} und der oberen Grenze {\displaystyle b} ist abgeschlossen, wenn es beide Grenzen enthält, und offen, wenn beide Grenzen nicht enthalten sind. Ein beschränktes Intervall heißt halboffen, wenn es genau eine der beiden Intervallgrenzen enthält.

#### Abgeschlossenes Intervall
{\displaystyle [a,b]:=\{x\in \mathbb {R} \mid a\leq x\leq b\}}
Das Intervall enthält im Normalfall ({\displaystyle b\geq a}) sowohl {\displaystyle a} als auch {\displaystyle b}. Im Sonderfall {\displaystyle b<a} ist das Intervall leer.
Ein Intervall ist genau dann kompakt, wenn es abgeschlossen und beschränkt ist.

#### Offenes Intervall
{\displaystyle (a,b)={]a,b[}:=\{x\in \mathbb {R} \mid a<x<b\}}
Das Intervall enthält weder {\displaystyle a} noch {\displaystyle b}. Die Notation {\displaystyle (a,b)} ist die traditionell verwendete, während {\displaystyle {]a,b[}} auf Bourbaki zurückgeht.

#### Halboffenes (genauer rechtsoffenes) Intervall
{\displaystyle [a,b)={[a,b[}:=\{x\in \mathbb {R} \mid a\leq x<b\}}
Das Intervall enthält im Normalfall ({\displaystyle b>a}) zwar {\displaystyle a}, aber nicht {\displaystyle b}.

#### Halboffenes (genauer linksoffenes) Intervall
{\displaystyle (a,b]={]a,b]}:=\{x\in \mathbb {R} \mid a<x\leq b\}}
Das Intervall enthält im Normalfall ({\displaystyle b>a}) zwar nicht {\displaystyle a}, wohl aber {\displaystyle b}.
Im Fall von {\displaystyle a=0} und {\displaystyle b=1} heißt {\displaystyle (0,1)} das offene Einheitsintervall und {\displaystyle [0,1]} das abgeschlossene Einheitsintervall.

### Unbeschränkte Intervalle
Wenn auf einer Seite die Intervallgrenze fehlt, es dort also keine Schranke geben soll, spricht man von einem (auf dieser Seite) unbeschränkten Intervall. Meist werden hierfür die bekannten Symbole {\displaystyle -\infty } und {\displaystyle \infty } als „Ersatz“-Intervallgrenzen verwendet, die selbst nie zum Intervall gehören (deshalb die Schreibung mit runder Klammer). In mancher Literatur werden beschränkte Intervalle auch als eigentlich, unbeschränkte als uneigentlich bezeichnet.
Linksseitig unendliches abgeschlossenes Intervall
{\displaystyle (-\infty ,b]={]{-\infty ,b}]}:=\{x\in \mathbb {R} \mid x\leq b\}}
Es enthält alle Zahlen, die kleiner oder gleich {\displaystyle b} sind.
Linksseitig unendliches offenes Intervall
{\displaystyle (-\infty ,b)={]{-\infty ,b}[}:=\{x\in \mathbb {R} \mid x<b\}}
Es enthält alle Zahlen, die kleiner als {\displaystyle b} sind.
Rechtsseitig unendliches abgeschlossenes Intervall
{\displaystyle [a,\infty )={[{a,\infty }[}:=\{x\in \mathbb {R} \mid a\leq x\}}
Es enthält alle Zahlen, die größer oder gleich {\displaystyle a} sind.
Rechtsseitig unendliches offenes Intervall
{\displaystyle (a,\infty )={]{a,\infty }[}:=\{x\in \mathbb {R} \mid a<x\}}
Es enthält alle Zahlen, die größer als {\displaystyle a} sind.
Beidseitig unendliches offenes (und zugleich abgeschlossenes) Intervall
{\displaystyle (-\infty ,\infty )={]{-\infty ,\infty }[}:=\mathbb {R} }
Es enthält alle Zahlen zwischen {\displaystyle -\infty } und {\displaystyle +\infty }. Dies entspricht der gesamten Menge {\displaystyle \mathbb {R} } der reellen Zahlen.
Bei obiger Definition wird übrigens nicht {\displaystyle a\leq b} gefordert, sodass für {\displaystyle a>b} jedes Intervall leer ist. Daneben existieren auch je nach Anwendung Definitionen, die solche Intervalle nicht erlauben oder im Falle {\displaystyle a>b} einfach die Grenzen vertauschen.
Zur Vermeidung von Verwechslungen mit dem Dezimalkomma wird als Trennzeichen auch das Semikolon (;), selten auch ein senkrechter Strich (|) verwendet, z. B.
{\displaystyle (0,2{,}5]=(0;2{,}5]=(0|2{,}5].}

## n-dimensionale Intervalle

### Definition
Analog definiert man für {\displaystyle n\in \mathbb {N} } im n-dimensionalen Raum {\displaystyle \mathbb {R} ^{n}} ein beliebiges n-dimensionales Intervall (Hyperrechteck)
{\displaystyle I:=I_{1}\times \dotsb \times I_{n}} mit beliebigen Intervallen {\displaystyle I_{1},\dotsc ,I_{n}\subseteq \mathbb {R} .}

### Beschränkten-dimensionale Intervalle
Es seien nun {\displaystyle a,b\in \mathbb {R} ^{n}} mit {\displaystyle a=(a_{1},\dotsc ,a_{n})} und {\displaystyle b=(b_{1},\dotsc ,b_{n})}, dann gilt speziell:
Abgeschlossenes Intervall
{\displaystyle [a,b]:=\{(x_{1},\dotsc ,x_{n})\in \mathbb {R} ^{n}\mid a_{1}\leq x_{1}\leq b_{1},\dotsc ,a_{n}\leq x_{n}\leq b_{n}\}.}
Offenes Intervall
{\displaystyle (a,b)={]{a,b}[}:=\{(x_{1},\dotsc ,x_{n})\in \mathbb {R} ^{n}\mid a_{1}<x_{1}<b_{1},\dotsc ,a_{n}<x_{n}<b_{n}\}.}
Halboffenes (genauer rechtsoffenes) Intervall
{\displaystyle [a,b)={[{a,b}[}:=\{(x_{1},\dotsc ,x_{n})\in \mathbb {R} ^{n}\mid a_{1}\leq x_{1}<b_{1},\dotsc ,a_{n}\leq x_{n}<b_{n}\}.}
Halboffenes (genauer linksoffenes) Intervall
{\displaystyle (a,b]={]{a,b}]}:=\{(x_{1},\dotsc ,x_{n})\in \mathbb {R} ^{n}\mid a_{1}<x_{1}\leq b_{1},\dotsc ,a_{n}<x_{n}\leq b_{n}\}.}

## Verallgemeinerung
In der Topologie sind reelle Intervalle Beispiele für zusammenhängende Mengen, tatsächlich ist eine Teilmenge der reellen Zahlen sogar genau dann zusammenhängend, wenn sie ein Intervall ist. Offene Intervalle sind offene Mengen und abgeschlossene Intervalle sind abgeschlossene Mengen. Halboffene Intervalle sind weder offen noch abgeschlossen. Abgeschlossene beschränkte Intervalle sind kompakt.
Alle hier für die reellen Zahlen {\displaystyle \mathbb {R} } gemachten Schreibweisen lassen sich direkt auf beliebige total geordnete Mengen übertragen.
Bei der Übertragung auf Halbordnungen ist zu beachten, dass wegen fehlender Totalität Intervalle „oft“ leer sind.
Bei der Übertragung auf Quasiordnungen ist zu beachten, dass derartig definierte „Intervalle“ gewöhnlich „viel mehr“ Elemente enthalten. Beispielsweise bekommt man mit der für komplexe Zahlen {\displaystyle a,b\in \mathbb {C} } über den Absolutbetrag per „{\displaystyle a\leq b} genau dann, wenn {\displaystyle |a|\leq |b|}“ festgelegten Quasiordnung im Normalfall Kreisscheiben in der komplexen Zahlenebene. Eine analoge Definition im Fall eines metrischen oder allgemeiner normierten Vektorraums ergeben im Normalfall Kugelschalen o. Ä.